# Henryk Kasperczak
Henryk Wojciech Kasperczak (Zabrze, 10 luglio 1946) è un ex calciatore e allenatore di calcio polacco, di ruolo centrocampista.

## Caratteristiche tecniche
Giocava normalmente in posizione di mediano.

## Carriera

### Giocatore

#### Club
Cresciuto nelle giovanili dello Stal Zabrze, squadra della sua città natale, Kasperczak gioca per due anni nel Legia Varsavia fino a legarsi con lo Stal Mielec. Con questo club vince il campionato polacco nel 1972-1973 e nel 1975-1976, disputa i quarti nella Coppa UEFA 1975-1976 e viene eletto calciatore polacco dell'anno nel 1976. Nel 1978 si trasferisce quindi in Francia, dove gioca le ultime due stagioni della carriera con la maglia del Metz.

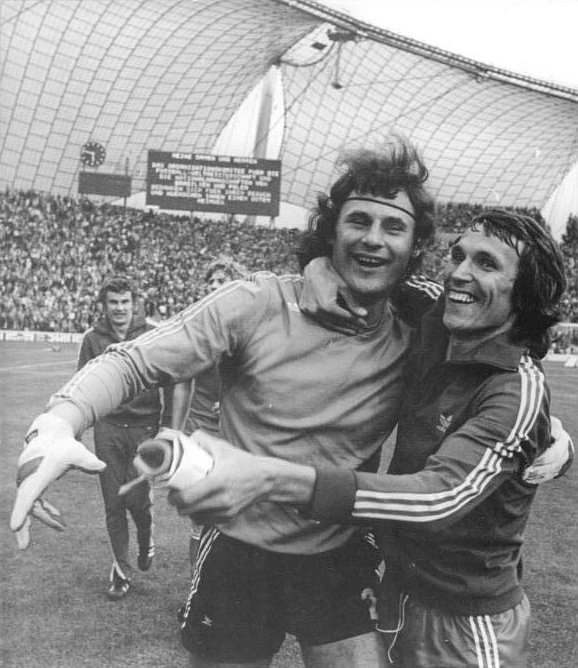
Monaco di Baviera, 6 luglio 1974. Jan Tomaszewski e Kasperczak festeggiano la vittoria sul Brasile ed il terzo posto a

#### Nazionale
Gioca la prima partita nella Polonia nel 1973, facendo poi parte dei 22 che partecipano al campionato del mondo 1974. Qui è in campo in tutte le partite nella manifestazione, le prime tre, vinte contro Argentina, Haiti e Italia, e quelle della fase successiva, i successi sulla Svezia e sulla Jugoslavia. È in campo anche nella sfida contro la Germania Ovest padrone di casa, decisiva per l'accesso alla finale: si gioca su un campo al limite della praticabilità, serve una vittoria a tutti i costi ma i polacchi escono sconfitti. Gioca comunque la finale per il terzo posto, vinta contro il Brasile.
Dopo aver vinto la medaglia d'argento ai Giochi olimpici di Montréal 1976 disputa anche il campionato del mondo 1978: viene schierato nel pareggio contro i tedeschi occidentali e nelle vittorie su Tunisia e Messico del primo turno. Gioca anche nelle gare del successivo, la sconfitta per 2-0 contro i padroni di casa dell'Argentina, la vittoria sul Perù e la sconfitta contro il Brasile.
Kasperczak gioca in nazionale fino al 1978, collezionando 61 presenze e 5 gol.

### Allenatore
Comincia al carriera di allenatore proprio dal Metz, lasciandolo dopo la conquista della Coppa di Francia 1983-1984. Rimane in Francia per altri 10 anni, nei quali vince anche la Division 2 1987-1988 con lo Strasburgo, e nel 1994 diventa commissario tecnico della Costa d'Avorio che ottiene il terzo posto nella Coppa delle nazioni africane 1994, in seguito è invece secondo nel 1996 alla guida della Tunisia; va anche al campionato del mondo 1998 con questa nazionale, che chiude da ultima il gruppo G, ottenendo un solo punto contro la Romania vincitrice. Passa poi al Mali, che arriva terzo nella Coppa delle nazioni africane 2002 giocata in casa.
Nel 2002 torna in Polonia, approdando alla panchina del Wisła Cracovia: qui vince tre campionati consecutivi, ottenendo un double nella prima stagione. Nel 2006 allena il Senegal, lasciandolo nel gennaio 2008 proprio durante la Coppa delle nazioni africane 2008. Tornato in patria si accasa al Górnik Zabrze, che lascia il successivo 3 aprile in seguito alla retrocessione matematica in seconda divisione, mentre il  15 marzo 2010 sostituisce Maciej Skorża alla guida del Wisla, che lascia nell'agosto seguente per aver mancato la qualificazione all'Europa League.
Dopo un'esperienza nella massima divisione greca col Kavala torna nel Mali e nella Tunisia, che guida nella Coppa delle Nazioni Africane.

## Palmarès

### Giocatore

#### Club
- Campionato di calcio polacco: 2

Stal Mielec: 1972-73, 1975-76

#### Nazionale
- Argento olimpico: 1

Montréal 1976

#### Individuale
- Calciatore polacco dell'anno: 1

1976

### Allenatore

#### Competizioni nazionali
- Coppa di Francia: 1

Metz: 1983-1984
- Campionato francese di seconda divisione: 1

Strasburgo: 1987-1988
- Coppa di Polonia: 1

Wisla Cracovia: 2002-2003
- Campionato polacco: 3

Wisla Cracovia: 2002-2003, 2003-2004, 2004-2005

#### Individuale
- Allenatore francese dell'anno: 1

1990